# Presian II.

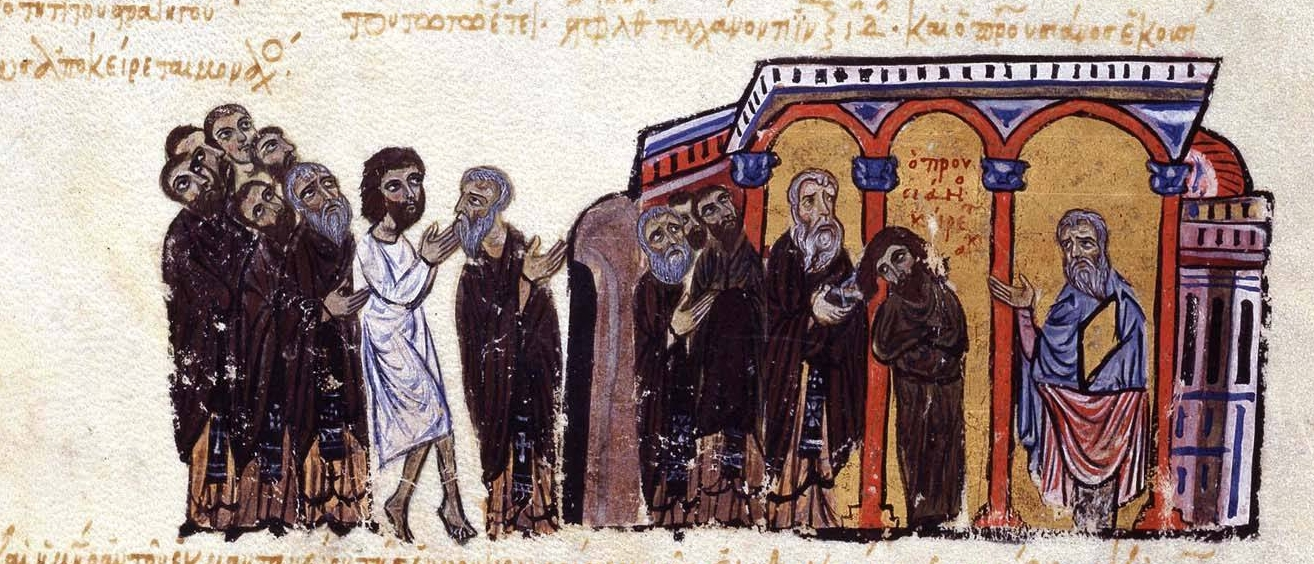
Presian wird zum Mönch geschoren. Miniatur aus der Madrider Bilderhandschrift des Skylitzes

Presian II. (auch Presijan, Prusjan, Prusianos, bulgarisch Пресиян, mittelgriechisch Προυσιάνος; * um 996/997; † nach 1030) war 1018 der letzte Herrscher des ersten bulgarischen Reiches.

## Leben
Presian entstammte dem Hause Komitopuli und war vermutlich ältester Sohn des Zaren Iwan Wladislaw. Er hatte fünf Brüder (Alusian, Aaron, Traianos, Radomir, Klimen) sowie sechs Schwestern. Nach dem Tod Iwan Wladislaws und der Unterwerfung des bulgarischen Reiches im Februar 1018 durch den byzantinischen Kaiser Basileios II. flohen Presian und seine Brüder auf den Berg Tomorr, mussten ihren Widerstand aber schließlich aufgeben. Die Brüder wurden als Würdenträger am Hof in Konstantinopel aufgenommen, wobei Presian den hohen Titel eines Magistros erhielt.
Zur Zeit Kaiser Konstantins VIII. war Presian Strategos von Bukellarion. 1026 oder 1027 kam es in Kleinasien zwischen ihm und Basileios Skleros zu einem Machtkampf, woraufhin beide Kontrahenten von Konstantin VIII. auf den Prinzeninseln festgesetzt wurden. Während Basileios geblendet wurde, kam Presian unversehrt wieder auf freien Fuß. 1029 wurde er beschuldigt, gemeinsam mit anderen prominenten Generälen, darunter Konstantin Diogenes, mit der Porphyrogenneta Theodora III., der Tochter des Kaisers Konstantin VIII., gegen diesen zu konspirieren. Angeblich wollte er Theodora heiraten, um sich des byzantinischen Thrones zu bemächtigen. Die Verschwörung wurde jedoch aufgedeckt, Presian zum Mönch geschoren und geblendet. Sein weiteres Schicksal ist unbekannt.